# Пяяйарви Свенссон, Магнус
Карл Магнус Пяяйарви Свенссон (швед. Karl Magnus Pääjärvi Svensson; 12 апреля 1991, Норрчёпинг, Швеция) — шведский хоккеист, крайний нападающий клуба «Тимро ИК».
Прежде Магнус играл за «Тимро ИК» в Шведской элитной серии. Отличается умением быстро набирать скорость, находчивостью и хорошей техникой. Считался одним из самых талантливых игроков своего возраста. Однако на профессиональном уровне хоккеист не смог реализовать свой потенциал и в целом за восемь сезонов в НХЛ сменил три клуба в которых провёл 467 матчей набрав 124 (62+62) очка.

## Детство
Магнус родился в городе Норрчёпинг, в семье хоккейного агента Гуннара Свенссона и Ингрид Пяяйарви. Когда мальчику было четыре года, семья переселилась в Мальмё, где он впервые встал на коньки.
В шесть лет Магнус стал членом юношеской академии клуба «Мальмё Редхокс» (швед. Malmö Redhawks) где первое время играл на позиции защитника. Затем, несколько лет спустя, перешёл в нападение.

## Клубная карьера

### Швеция

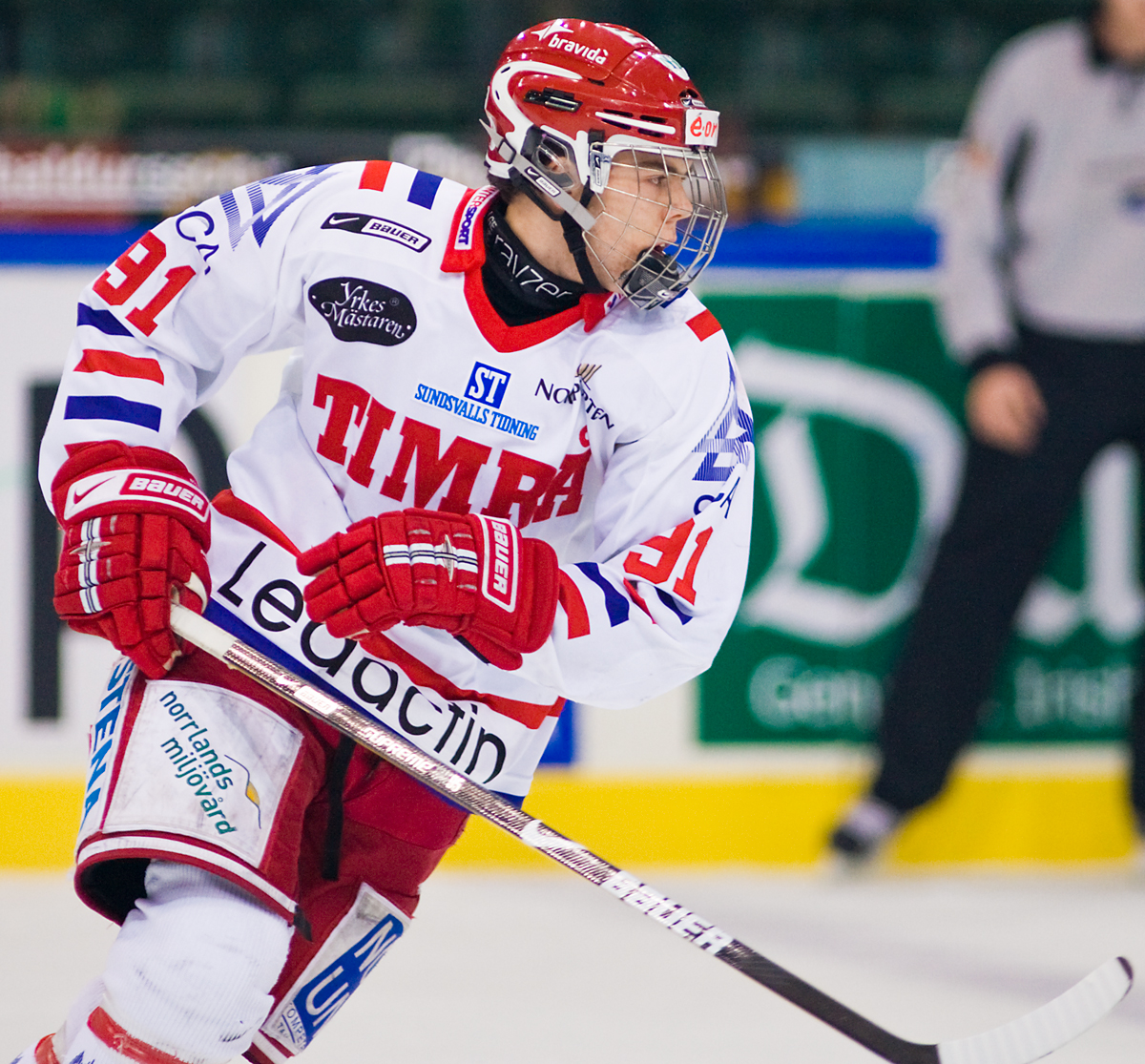
Пяяйарви Свенссон в игре за Тимро.

Профессиональный дебют Магнуса состоялся в команде «Тимро ИК» 24 сентября 2007 года. Ему было 16 лет, 5 месяцев и 12 дней, тем самым он занял пятое место в списке самых молодых игроков в истории шведской лиги. Несмотря на это, он играл в первом звене и отметился голом (первым в матче) и голевой передачей. С тех пор Свенссон регулярно забивал голы за «Тимро» и являлся одним из ключевых игроков команды.
В июне 2010 было объявлено, что Пяяйарви Свенссон покидает «Тимро» и переходит в клуб НХЛ «Эдмонтон Ойлерз», который выбрал его на драфте годом ранее.
Примечательно, что в том году игрок также был выбран в первом раунде под общим 19-м номером на драфте КХЛ ярославским «Локомотивом», однако предпочел не переходить в российский клуб.

### НХЛ
Подписав с «Эдмонтон Ойлерз» трехлетний контракт новичка, Пяяйарви дебютировал за канадский клуб 13 сентября 2010 на предсезонном турнире Young Stars, в котором участвуют только новички НХЛ, в матче против «Ванкувер Кэнакс». Магнус отметился двумя заброшенными шайбами, а «Эдмонтон» одержал победу со счетом 3:1. Десять дней спустя в первом предсезонном матче на своей новой домашней арене «Рексал Плэйс» против «Тампы-Бэй Лайтнинг» Пяяйарви набрал 4 очка, оформив хет-трик и отдав голевую передачу.
10 июля 2013 года «Эдмонтон Ойлерз» обменял Магнуса Пяяйарви Свенссона, выбор во втором раунде драфта-2014 и выбор в четвёртом раунде драфта-2015 в «Сент-Луис Блюз» на нападающего Дэвида Перрона и выбор в третьем раунде драфта 2015 года.
В январе 2018 года был выставлен на драфт отказов «Сент-Луисом», откуда его забрала «Оттава Сенаторз». Доиграв сезон в «Оттаве», в мае продлил контракт с «Сенаторами» на год на сумму $ 900 тыс. В сезоне 2018/19 сыграл 80 матчей и набрал 19 очков (11+8).
Всего в НХЛ провёл 467 матчей и набрал 124 очка (62+62). В плей-офф сыграл 11 матчей и набрал 4 очка (1+3).

### КХЛ
22 октября 2019 года подписал контракт с ярославским «Локомотивом». Выступал под номером 9.
Дебютировал в новом клубе 24 октября в матче против «Барыса». 31 октября набрал первое очко в составе «Локомотива», сделав результативную передачу в игре против «Йокерита» (4:1). Свою первую шайбу забросил в седьмой игре в ворота «Сибири» (2:0). 21 декабря 2019 года забросил две шайбы в матче с «Северсталью» (3:2). В 39 матчах регулярного сезона набрал 19 очков (11+8). В 6 матчах плей-офф в серии против «Йокерита» набрал 2 очка (1+1).
В первом матче сезона 2020/21 против «Спартака» (7:2) впервые в карьере в КХЛ набрал 3 очка (1+2).
30 ноября 2020 года «Локомотив» обменял Магнуса в московское «Динамо» на финского нападающего Теему Пулккинена. В новом клубе Магнус взял себе номер 64. Дебютировал в «Динамо» 1 декабря 2020 года в матче против «Металлурга» Мг (2:6).

## Международная карьера

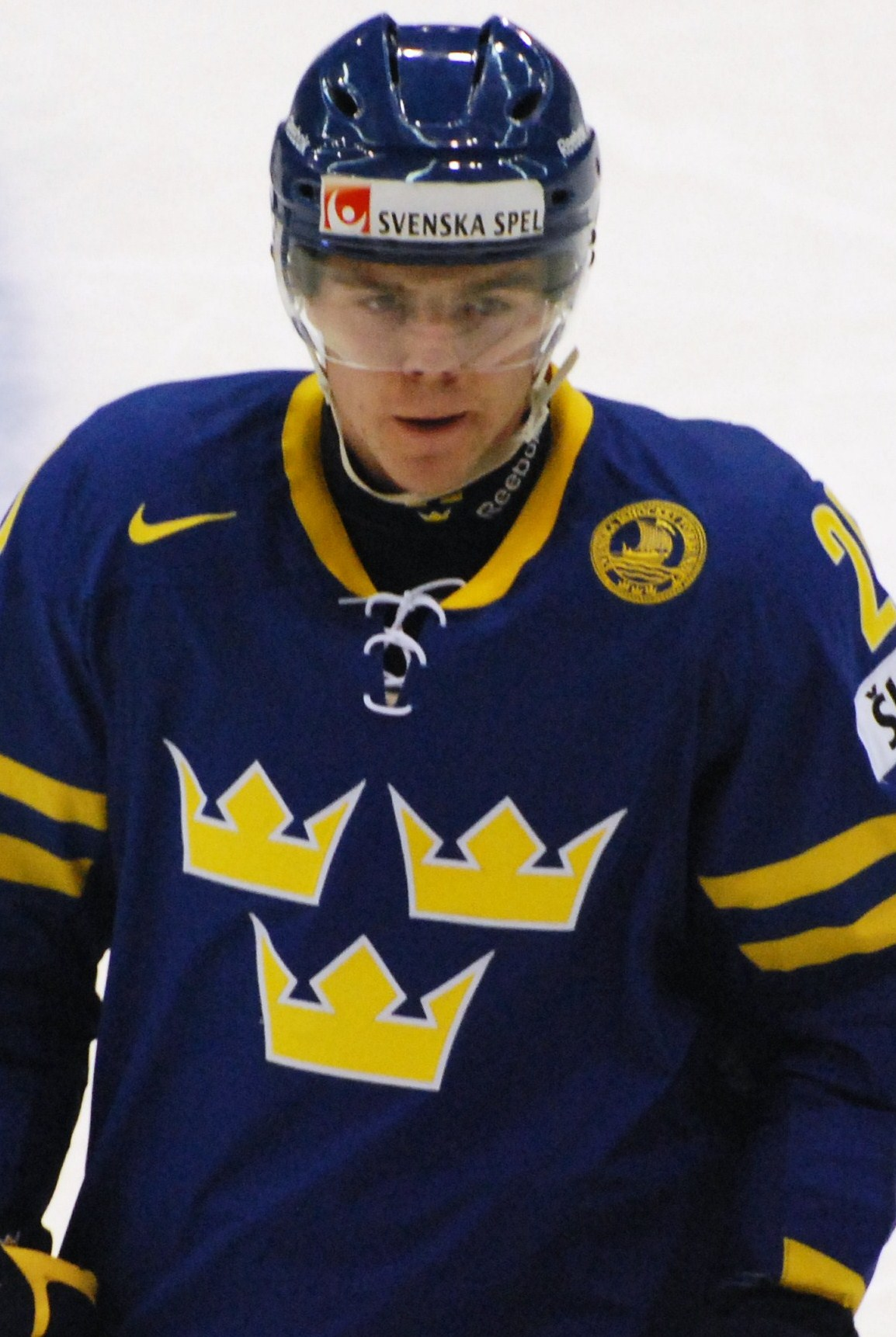
Магнус на молодёжном чемпионате мира 2010 года

Пяяйарви Свенссон выступал за сборную Швеции на молодёжных чемпионатах мира 2008 (самый молодой игрок, когда-либо выступавший за молодёжную сборную), 2009 и 2010, дважды выиграв серебро и один раз бронзу в соответствующем порядке.
В апреле 2010 года дебютировал за главную сборную на Еврохоккейтуре, продемонстрировав хорошую игру, но все таки изначально не вошёл в список игроков выбранных для чемпионата мира по хоккею 2010 в Германии. Однако, всего за несколько часов до начала турнира тренер Бенгт-Оке Густафссон все же включил юношу в состав. Пяяйарви Свенссон отблагодарил за данный ему шанс, забив гол в первом же матче против сборной Норвегии. По итогам чемпионата Пяяйарви стал лучшим бомбардиром сборной Швеции, выиграл бронзовую медаль и был включён в символическую сборную.
На чемпионате мира 2018 года стал обладателем золотых медалей, проведя все 10 матчей на турнире и забросив 3 шайбы. Одну из шайб забросил в полуфинале против сборной США, закончившемся разгромной победой шведов со счётом 6:0.

## Личная жизнь
Пяярви Свенссон использует двойную фамилию в честь своего деда по материнской линии, который был финном. В 2010 году Магнус заявил что во время выступления в НХЛ будет известен исключительно под фамилией Пяяйарви.
Старший брат Магнуса — Бьёрн также является профессиональным хоккеистом.
Любимая хоккейная команда — «Баффало Сейбрз», любимый игрок — Максим Афиногенов.

## Статистика
| Легенда | Легенда                    | Легенда | Легенда                   | Легенда | Легенда    |
| ------- | -------------------------- | ------- | ------------------------- | ------- | ---------- |
| И       | Количество проведённых игр | Штр     | Штрафное время            | +/−     | Плюс-минус |
| Г       | Голы                       | П       | Голевые передачи          | О       | Очки       |
| -       | Статистика неизвестна      | —       | Статистика не учитывалась |         |            |